# Замостек
Замостек (пол. Zamostek) — село в Польщі, у гміні Гошкув Красноставського повіту Люблінського воєводства.
Населення — 130 осіб (2011).
У 1975-1998 роках село належало до Замойського воєводства.

## Демографія
Демографічна структура станом на 31 березня 2011 року:
|          | Загалом | Допрацездатний вік | Працездатний вік | Постпрацездатний вік |
| -------- | ------- | ------------------ | ---------------- | -------------------- |
| Чоловіки | 67      | 13                 | 42               | 12                   |
| Жінки    | 63      | 8                  | 32               | 23                   |
| Разом    | 130     | 21                 | 74               | 35                   |